# Chatan
Chatan (北谷町, Chatan-chō) est un bourg du district de Nakagami, situé dans la préfecture d'Okinawa, au Japon. Son nom okinawaïen est également Chatan.

## Géographie

### Situation
Chatan est situé dans la partie centrale de l’île Okinawa, sur la côte ouest, bordant la Mer de Chine orientale. La partie orientale du bourg est occupée par des collines de calcaire, alors que les terres sont plus basses le long de la côte,.
Le bourg compte deux rivilères principales, qui s’écoulent vers l’ouest dans la Mer de Chine Orientale : la rivière Shirahi-gawa dans le nord de la municipalité et la rivière Futenma-gawa dans le sud. 
Avant la seconde guerre mondiale, Chatan était une des grandes aires rizicoles d’Okinawa et incluait une large zone de champs inondés connue sous le nom de Chatan tā-bukkwā (lit. « les grandes rizières de Chatan »). La plupart des terres agricoles sont de nos jours utilisées pour les bases militaires américaines,.  

### Démographie
Au 1er janvier 2025, la population de Chatan s'élevait à 29 260 habitants répartis sur une superficie de 13,93 km2.

### Divisions administratives
Le bourg inclut seize sections.
- Chatan (北谷)
- Hamagawa (浜川)
- Ihei (伊平)
- Kamiseido (上勢頭)
- Kitamae (北前)
- Kuwae (桑江)
- Mihama (美浜)
- Minato (港)
- Miyagi (宮城)
- Ōmura (大村)
- Shimoseido (下勢頭)
- Sunabe (砂辺)
- Tamagami (玉上)
- Tōbaru (桃原)
- Ujibaru (宇地原)
- Yoshihara (吉原)

### Municipalités voisines
- Ginowan
- Kadena
- Kitanakagusuku
- Okinawa[1]

## Histoire

### Paléolithique
Le bourg ne compte aucun site archéologique daté du Paléolithique. Des os humains fossiles trouvés en 1966 dans la grotte de Tōbaru avait d’abord été datés de 16000 ans avant le présent, mais des études récentes les ont attribué à la période Gusuku:4

### Période Kaizuka
Chatan compte de nombreux sites pour toute la durée de la période Kaizuka, dont certains remontent au Kaizuka Ancien Phase I (Ireibaru). La plupart des sites du Kaizuka Récent Phase I se concentrent dans les zones basses de Hanzan et Kuwae.
Les sites importants, en plus de Ireibaru, incluent : 
- l’amas coquillier de Sunabe (Kaizuka Ancien Phases IV etV), avec un habitat en haut d’une colline et l’amas coquillier à son pied,
- la grotte de Kumayā (Kaizuka Ancien Phase V), avec une nécropole d’au moins cinquante individus and des sépultures secondaires,
- Kumuibaru (du Kaizuka Récent Phase II à la période Gusuku), avec des vestiges d’orge, de riz et de millet datés des Xe au XIIe siècles,
- Hanzanbaru B (Kaizuka Ancien Phase II), acec une hache en fer du Xe siècle[6]:4.

### Période Gusuku
Chatan compte de nombreux sites de la période Gusuku, comme des habitats montrant l’association caractéristique de bâtiments résidentiels avec des greniers à plancher surélevé (Kushikanikubaru) et également un gusuku (Château de Chatan):4.

### Royaume Ancien
La mention la plus ancienne du nom de Chatan (Kitatan) a été trouvée dans une inscription dédicatoire sur une urne funéraire datée de 1492, où il est écrit en hiragana
Le nom écrit avec les idéogrammes utilisés actuellement se retrouve dans des documents historiques aussi loin que le XVIe siècle (Enregistrements généalogiques de la famille  Ōso du clan Yu (兪性大宗家家譜)):4.

### Période moderne ryūkyūane (Kinsei Ryūkyū)
Le magiri de Chatan figure sur le Registre des cartes des villages (絵図郷村帳) de 1649 et inclut les neufs villages de Chatan, Kuwai (Kuwae), Hanzan, Sunahe (Sunabe), Noguni, Yara, Kadena, Yamauchi et Akina (Aniya). Entre 1660 et 1670, dû a plusieurs réformes administratives, le village de Yamauchi est réattribué au magiri de Goeku et celui de Akina au magiri de Ginowan. DE nouveaux villages sont également crées : Tamēshi, Rindō, Irei, Hamagawa et Nosato.
Vers 1700, avec l’augmentation de la population à Shuri et le manque de postes administratifs pour pouvoir tous les membres de la noblesse, les membres de la noblesse appauvris sont autorisés à pratiquer l’agriculture, ce qui crée un exode depuis les centres urbains vers la campagne et la création de nouveaux habitats appelés yādui.
En 1840, le vaisseau anglais Indian Oak s’échoue sur les récifs sur la côte de Chatan et les marins sont sauvés par les habitants, qui les aident à construire un nouveau vaisseau pour quitter l’île:5.

### Période contemporaine ryūkyūane (Kindai Ryūkyū)
En 1908 une réforme remplace les divisions administratives du Royaume de Ryūkyū par leur équivalentes japonaises et le magiri de Chatan devient le village de Chatan.
Chatan a été très fortifié pendant la Deuxième Guerre Mondiale par les forces japonaises. Plusieurs des tunnels du « complexe de tunnels secrets pour bateaux-suicide de la rivière Shirahi-gawa » sont encore aujourd’hui conservés dans la falaise sous le château de Chatan. Le paysage a été très fortement modifié après la guerre avec la construction des bases militaires américaines (Base Aérienne de Kadena, Camp de Zukeran, Camp de Kuwae).
En 1948, le village de Kadena est créé à partir de la partie nord de Chatan. En 1980, le village de Chatan devient le bourg de Chatan:5.

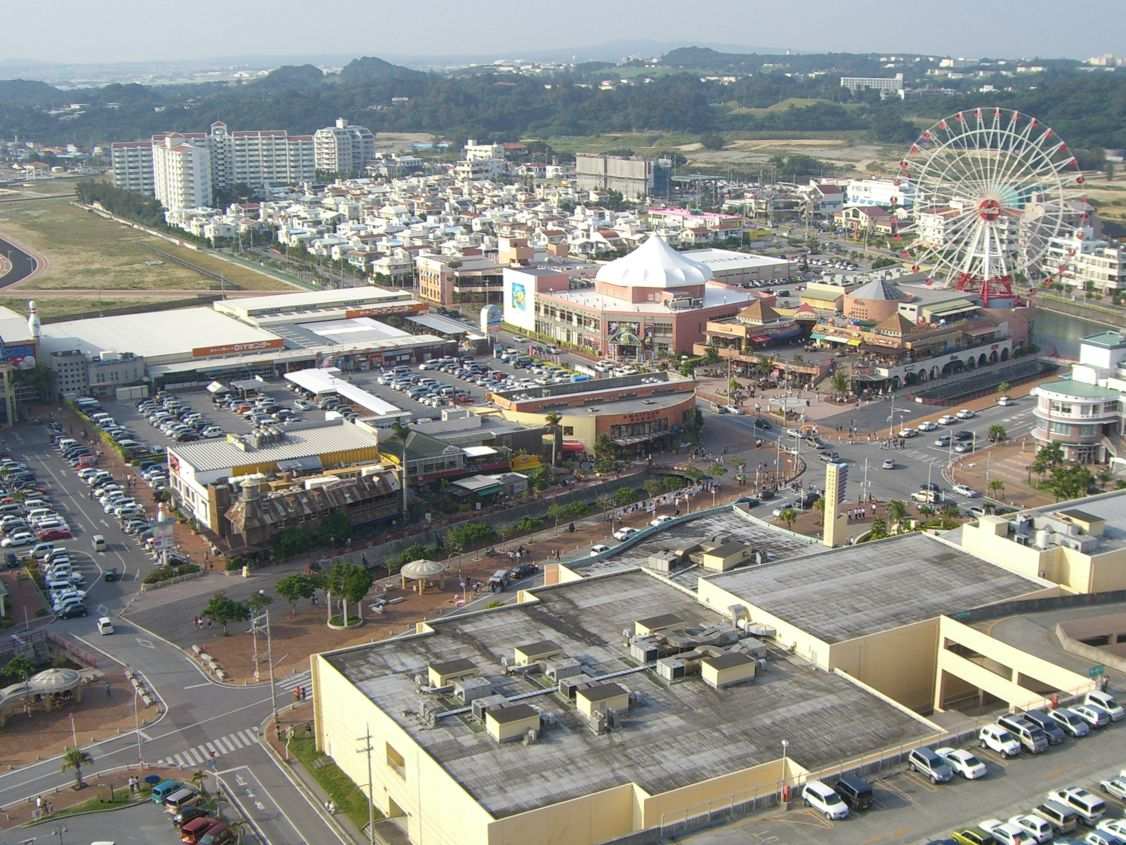
Vue de Chatan avec, au premier plan, le Mihama American Village.
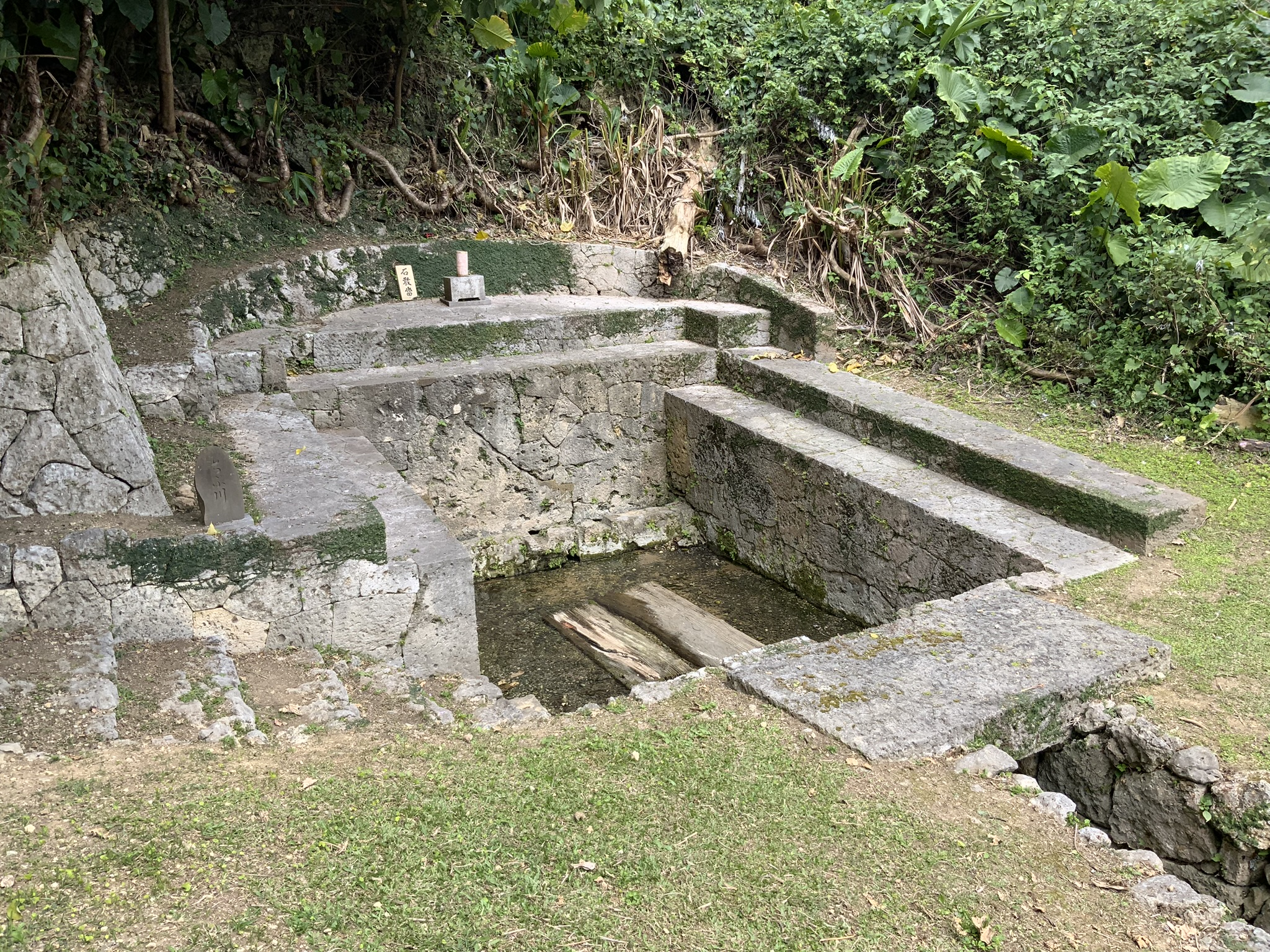
Source Chibugaa.
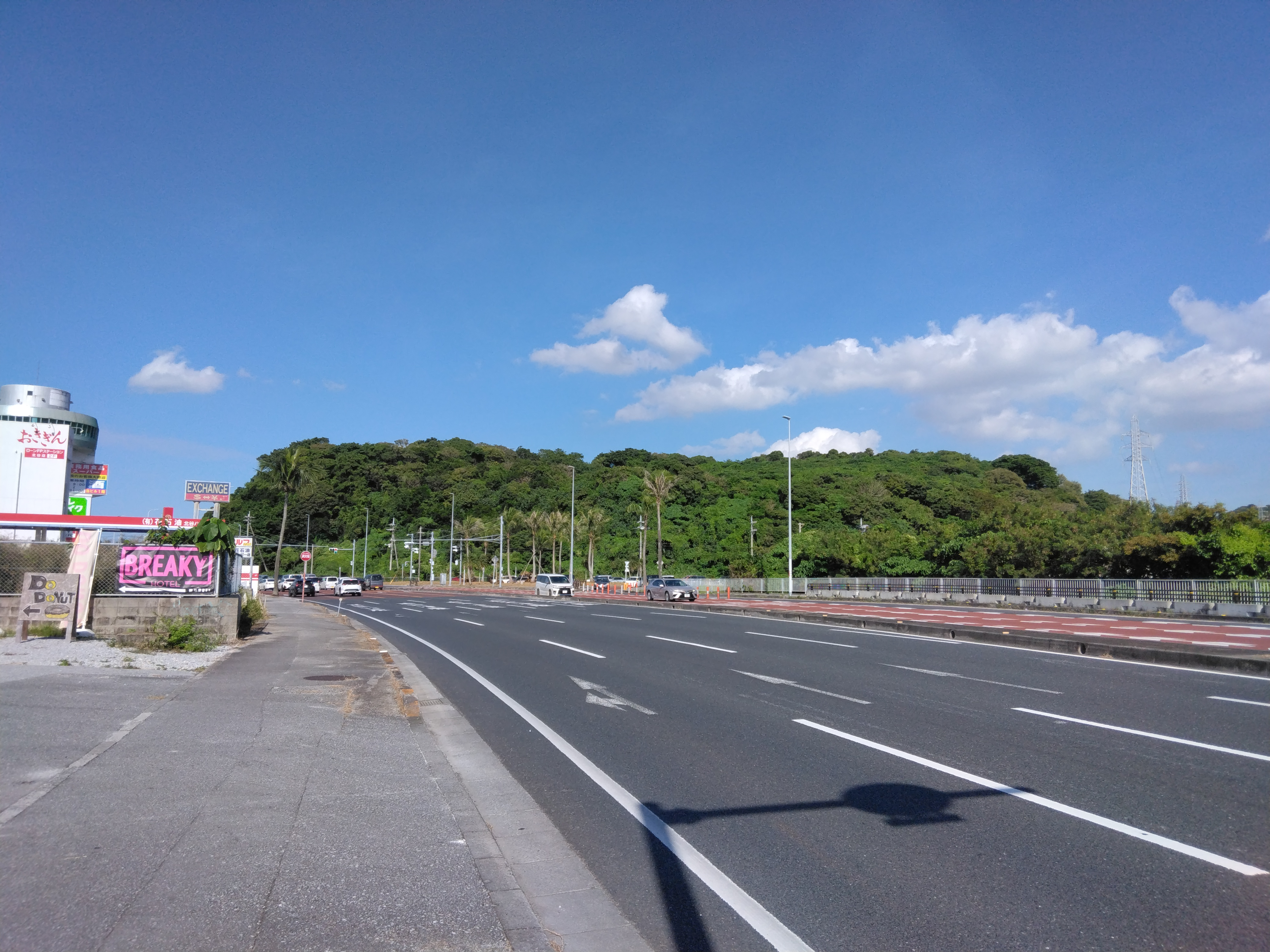
Chatan Gusuku.
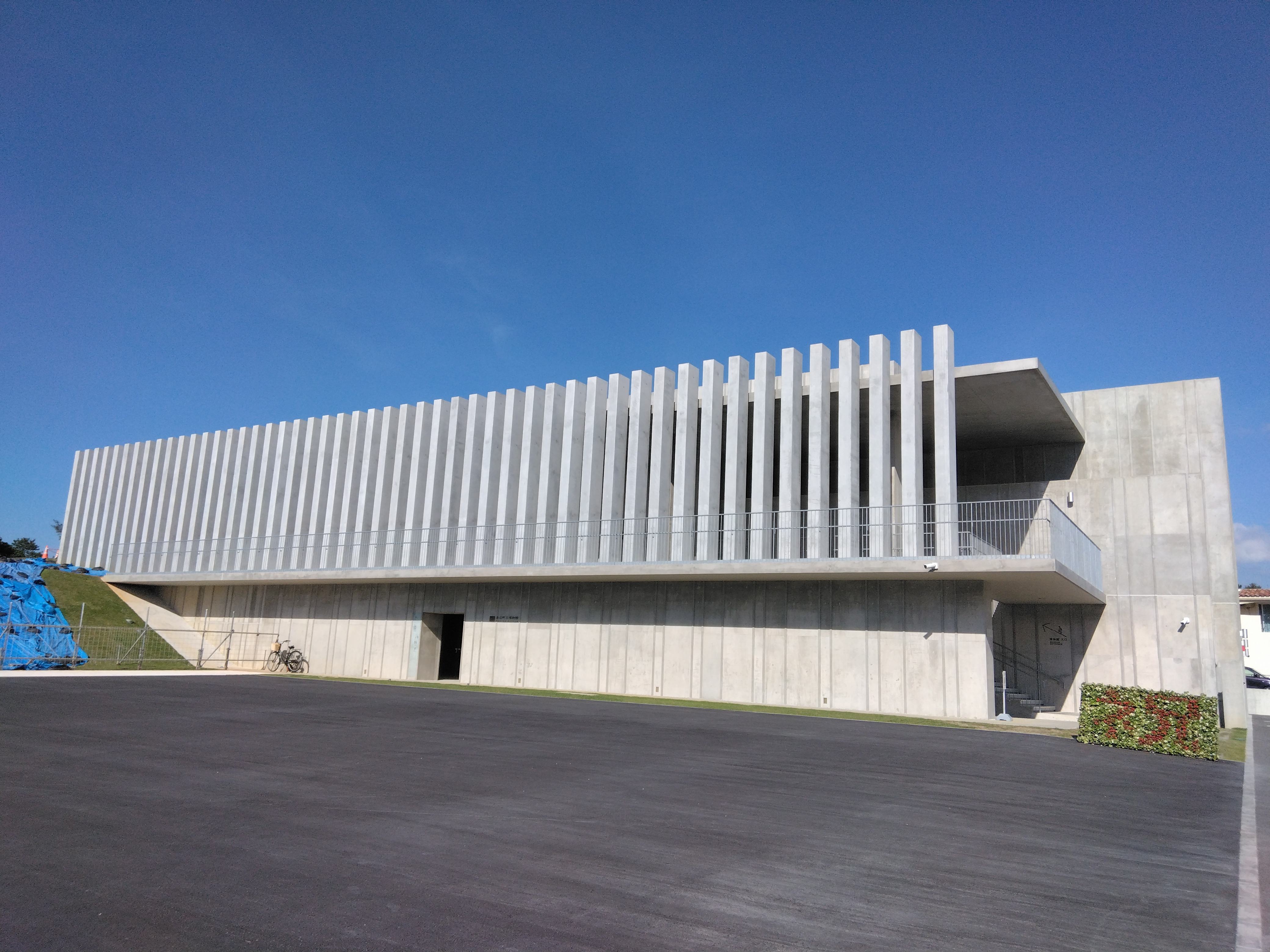
musée de Chatan (en).

## Patrimoine culturel et naturel
Le bourg de Chatan compte huit éléments désignés ou enregistrés comme patrimoine matériel culturel au niveau national, préfectoral ou municipal.
- Nom (japonais) (type d’enregistrement)

### Patrimoine matériel
- Résidence principale de Chatan Uchinā-yā  (北谷町うちなぁ家主屋?) (National)
- Latrines-porcherie de Chatan Uchinā-yā  (北谷町うちなぁ家ふーる?) (National)
- Source Chibugā (ちぶ川?) (Municipal)

### Patrimoine ethnologique
- Site sacré de Agari-no-Utaki (dans Chatan Gusuku) (北谷城内「東ノ御嶽」?) (Municipal)
- Site sacré du Tun (dans Chatan Gusuku) (北谷城内「殿」?) (Municipal)

### Sites historiques
- Ireibaru (伊礼原遺跡?) (National)
- Château de Chatan (北谷城跡?) (National)
- Site archéologique de Hamagawa Ugan (浜川ウガン遺跡?) (Municipal)